# Свята Ірландії
Свята Ірландії — офіційні та неофіційні святкові дні в Ірландії. Офіційні свята встановлені державою. Неофіційні свята дійшли до сьогодення з часів язичництва, вони є кельтськими святами.
| Дата                   | Назва українською    | Назва ірландською                     | Примітки |
| ---------------------- | -------------------- | ------------------------------------- | --- |
| 1 січня                | Новий рік            | Lá Caille або Lá Bliana Nua           | Перший день після настання нового року. Більшість ірландців також беруть кілька вихідних днів напередодні свята. |
| 17 березня             | День святого Патрика | Lá Fhéile Pádraig                     | Національне ірландське свято. Перше встановлене офіційно свято в Ірландії у 1903 році.                           |
| Дата змінна            | Великодній Понеділок | Luan Cásca                            | Наступний день після Великодня.                                                                                  |
| Дата змінна, понеділок | Травневе свято       | Lá Bealtaine                          | Перший понеділок травня. Встановлено у 1994 році.                                                                |
| Дата змінна, понеділок | Червневе свято       | Lá Saoire i mí an Mheithimh           | Перший понеділок червня. До 1973 року відзначався як День Святого Духа.                                          |
| Дата змінна, понеділок | Серпневе свято       | Lá Saoire i mí Lúnasa                 | Перший понеділок серпня. Встановлено у 1871 році.                                                                |
| Дата змінна, понеділок | Жовтневе свято       | Lá Saoire i mí Dheireadh Fómhair      | Останній понеділок жовтня. Встановлено у 1977 році.                                                              |
| 25 грудня              | Різдво Христове      | Lá Nollag                             | Свято на честь народження Ісуса Христа. Святкування розпочинається увечері 24 грудня, тобто в Святвечір.         |
| 26 грудня              | День святого Стефана | Lá Fhéile Stiofáin або Lá an Dreoilín | Наступного дня після Різдва святкується день святого Стефана.                                                    |

| Дата      | Назва українською            | Назва ірландською | Примітки                                          |
| --------- | ---------------------------- | ----------------- | ------------------------------------------------- |
| 1 лютого  | Імболк, день святої Бригітти | La Imbolg         | Святкується перший день весни та закінчення зими. |
| 1 травня  | Белтейн                      | La Bealtaine      | Святкується прихід літа.                          |
| 1 серпня  | Лугнасад                     | La Lunasa         | Святкується прихід осені, початок збору врожаю.   |
| 31 жовтня | Савань                       | Oiche Samhna      | День усіх святих. Старий Новий рік.               |